# Jason Ritter
Jason Ritter (Los Ángeles, California, 17 de febrero de 1980) es un actor estadounidense de cine y televisión. Es más conocido por ser la voz de Dipper Pines en la serie animada Gravity Falls.

## Biografía
Ritter nació en Los Ángeles, hijo de Nancy Morgan y John Ritter, reconocido actor de comedia. Tiene tres hermanos, incluyendo el actor Tyler Ritter.
Actualmente reside en Universal City, California. Recientemente se ha confirmado su participación en la serie original de Netflix "Raising Dion".

### Vida personal
Desde octubre de 1999 hasta 2013, Ritter estuvo en una relación con Marianna Palka. Se conocieron mientras estudiaban en la Atlantic Theater Company en Nueva York. En 2017, Ritter se comprometió con la actriz Melanie Lynskey tras cuatro años de relación. Le dieron la bienvendia a su primer hijo, una niña, en diciembre de 2018.

## Filmografía

### Cine y televisión
Parenthood (serie de televisión) (2010-2014) Mark Cyr  
- Superstore (serie de TV) (temporada 5, episodio 20, Customer Safari) (2020) Josh Simms
- Como criar a un superhéroe  (2019-2022) Pat Rollins
- Frozen II (2019) Ryder
- Key & Peele (serie de TV) (temporada 4, episodio 5) (2014) Cliente
- Person of Interest (serie de TV) (temporada 4, episodio 5, Prophets) (2014) Simon Lee
- Gravity Falls (serie de TV) (2012-2016) Dipper Pines (voz; protagonista)
- The Event (serie de TV) (2010-2011) Sean Walker
- W. (2009)
- The Perfect Age of Rock 'n' Roll (2009)
- Good Dick (2008)
- The Class (serie de TV) (2006)
- Happy Endings (2005)
- Raise Your Voice (2004)
- Joan of Arcadia (serie de TV) (2003-2005) Kevin Girardi
- Freddy contra Jason (2003)
- Mumford (1999)
- Days of Our Lives (serie de TV) (1999) Todd